# Araucária
Araucária är en stad och kommun i södra Brasilien och ligger i delstaten Paraná. Staden ingår i Curitibas storstadsområde och kommunen hade år 2014 cirka 131 000 invånare.

## Administrativ indelning
Kommunen var år 2010 indelad i två distrikt:
- Araucária
- Guajuvira